# Караултобе (Жетысуская область)
Караултобе (Караултюбе, каз. Қарауылтөбе) — село в Саркандском районе Жетысуской области Казахстана. Входит в состав Амангельдинского сельского округа. Находится на реке Букпан примерно в 15 км к северу от районного центра, города Сарканд. Код КАТО — 196035400.

## Население
В 1999 году население села составляло 628 человек (325 мужчин и 303 женщины). По данным переписи 2009 года, в селе проживали 592 человека (301 мужчина и 291 женщина).